# Ferrovia Adriatico Sangritana (azienda)
La Ferrovia Adriatico Sangritana è una società per azioni, il cui socio unico era la Regione Abruzzo, costituita l'11 aprile 2000 per assumere la gestione della ferrovia Sangritana in luogo della gestione commissariale governativa attiva dall'11 agosto del 1980. In tale veste opera sia come impresa ferroviaria sia quale gestore dell'infrastruttura.
Dal 1º gennaio 2015, è confluita come le altre aziende di trasporto controllate dalla Regione Abruzzo, ovvero ARPA e GTM, nella nuova Società Unica Abruzzese di Trasporto (TUA). 
Nel 2011 all'interno di FAS è stata fondata la Sangritana Spa per la gestione dei servizi a mercato, come gli autobus turistici e le agenzie di viaggio. Dopo la nascita di TUA, la Sangritana Spa è diventata un'azienda del gruppo e dal 2019, nel rispetto delle norme sulla concorrenza, gestisce il trasporto ferroviario merci in attuazione del principio di separazione con il trasporto ferroviario passeggeri, analogamente a quanto avvenuto con la costituzione di Mercitalia nel gruppo FS, nato dalla separazione della divisione Cargo da Trenitalia. 
Sangritana Spa continua a gestire anche le altre attività a mercato come gli autobus turistici ed è controllata al 100% da TUA Spa.

## Settori di attività

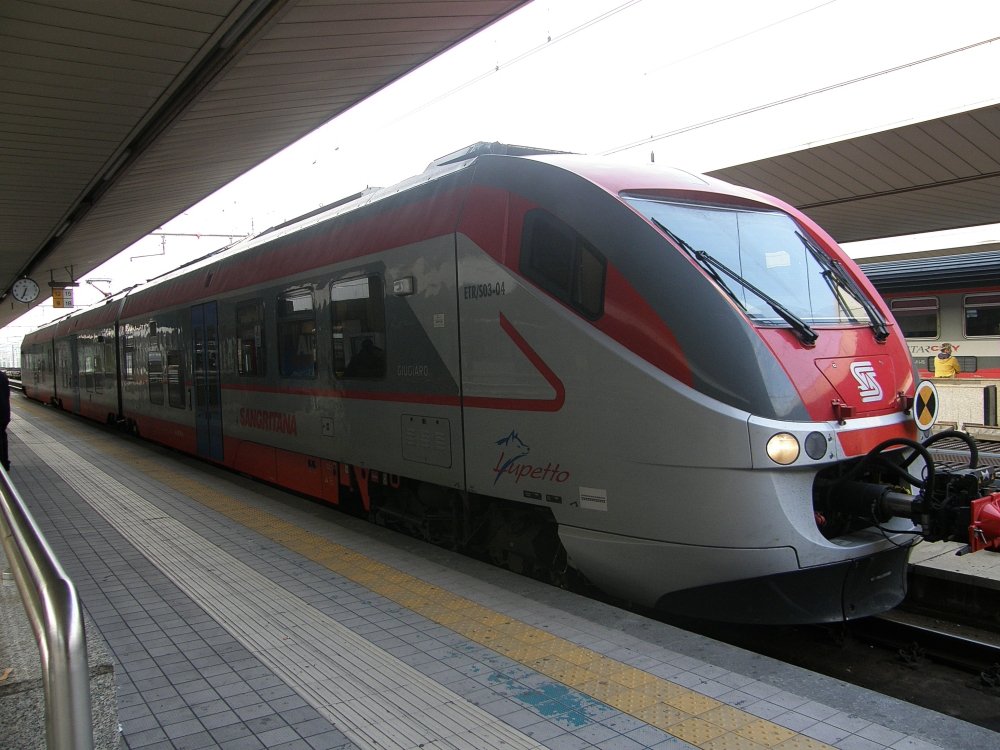
Treno Sangritana alla Stazione di Pescara

Costituita inizialmente come società a responsabilità limitata con socio unico la Regione Abruzzo è in seguito divenuta una società per azioni. In qualità di impresa ferroviaria, la società estende il suo interesse nel settore merci proponendosi come vettore anche al di fuori della propria rete sulle tratte RFI.
La società ha assunto anche la gestione delle autolinee provinciali e interregionali già gestite in precedenza dalla Sangritana. L'attività della Sangritana si espleta, nel settore passeggeri, mediante il trasporto pubblico locale sulla propria rete ferroviaria e su quelle regionali di RFI e, su strada, nei servizi urbani e interurbani regionali e statali.
Nel settore del trasporto merci su ferro la Sangritana gestiva alcuni importanti raccordi industriali e portuali della regione abruzzese e collaborava con altre imprese ferroviarie per il trasporto merci su Rete RFI. Di fatti è l'unico caso in Italia, dove un'azienda pubblica di proprietà di una Regione opera nel settore del trasposto merci su ferrovia.
La Sangritana era attiva nel settore turismo con la propria agenzia Sangritana Viaggi & Vacanze e nel noleggio di autobus di ogni tipologia.
L'attività turistica è gestita dal 2011 attraverso la partecipata di FAS, Sangritana Spa che dal 2019 gestisce il trasporto merci su ferro, tale società è rimasta autonoma come partecipata al 100% di TUA Spa, azienda in cui la FAS è confluita nel 2015.